# نادي ميتلاخ
نادي ميتلاخ 1920 الرياضي (بالألمانية: Sportverein 1920 Mettlach e.V.) نادي كرة قدم ألماني يلعب في دوري ولاية سارلاند الألماني. تم تأسيس النادي في عام 1920.

## روابط خارجية
- SV 1920 Mettlach
- الموقع الرسمي للنادي
- Das deutsche Fußball-Archiv جدول تاريخي للدوري المحلي الألماني

(بالألمانية)